# كارولين أبيل
كارولين أبيل (بالفرنسية: Caroline Abel)‏ هي اقتصادية سيشلية، ولدت في 1973 في فيكتوريا في سيشل.